# Александар Ђурић
Александар Ђурић (Добој, 12. август 1970) је бивши југословенски и натурализовани сингапурски фудбалер и репрезентативац. Играо је на позицији нападача.

## Живот и каријера
Иако је завршио ауто-механичарски занат, није себе видео у радионици, већ на спортским борилиштима. Прво је тренирао фудбал, на позицији голмана. Касније прелази на карате, да би потом прешао на веслање. 1986. постаје првак Југославије у кануу двоседу. 1991. је поново првак Југославије, али сада у кануу једноседу на 10 000 метара. 1992. добија позив да наступи за Босну и Херцеговину на Олимпијским играма у Барселони
и потписује уговор са Слогом из Пожеге. Напушта родни Добој и одлази за Београд, на припреме. Више се није враћао у Добој. Након тога, годину дана борави у Мађарској и потписује уговор са ФК Сегедом. Тада активно почиње његова фудбалска каријера на позицији нападача.

### Клупска каријера
Каријеру је започео у Слога из Пожеге. Следеће сезоне, прелази у ФК Сегед. Наредне сезоне прелази у прву аустралијску лигу, у којој игра у клубовима Јужни Мелбурн, Порт Мелбурн Шаркс, Џипсленд Фалконс. Након тога, годину дана игра у Кини, за Локомотиву из Шаншана. Враћа се у прву аустралијску лигу и игра за Западни Адерлајд, Хеидербег јунајтед и Адерлајид Шаркс. Од 1999. до краја 2000. године мења клубове на сваких 6 месеци и игра у сингапурској и аустралијској лиги.
Године 2001. потписује за Гејленг јунајтед и ту остаје до 2005. Године 2005. прелази у Оружане снаге Сингапура, где је био капитен тима 4 сезоне. Године 2010. потписује за Тампинес роверс.

### Клупски успеси
Титуле првака С лиге:
- 2001 (ФК Гејленг јунајтед)
- 2006 (ФК Оружане снаге Сингапура)
- 2007 (ФК Оружане снаге Сингапура)
- 2008 (ФК Оружане снаге Сингапура)
- 2009 (ФК Оружане снаге Сингапура)

Освајач сингапурског купа :
- 2000 (ФК Хом Јунајтед)
- 2007 (ФК Оружане снаге Сингапура)
- 2008 (ФК Оружане снаге Сингапура)

Индивидуалне награде:
- Најбољи играч С лиге 2007. године
- Први стрелац С лиге 2007, 2008 и 2009. године
- НТУЦ-играч године у Сингапуру по избору новинара и тренера 2007. и 2008. године
- 300 датих голова у С лиги (2. септембра 2010. године)

## Репрезентација
Године 2007. узима сингапурско држављанство и 9. новембра 2007. дебитује за репрезентацију Сингапура на утакмици против Таџикистана, на којој постиже оба гола у победи 2-0.

## Приватан живот
Приликом другог повратка у Аустралију, 1998. упознаје садашњу жену Наташу и они се венчају. Има сина Алесандра и ћерку Изабелу. У Сингапуру живи од 1999. године. Навија за Црвену звезду.